# FreeBSDでKDE2にパッチをあてるにはどうすればよいですか?
「FreeBSDでKDE2にパッチをあてるにはどうすればよいですか?」（フリービーエスディーでケーディーイーツーにパッチをあてるにはどうすればよいですか、ロシア語: "Как пропатчить KDE2 под FreeBSD?"）とは、ロシアのインターネットコミュニティで使われているインターネット・ミームまたはスラング。
この質問の大元は2004年5月8日、RusNet IRC ネットワークの #anime チャンネルにおける会話であり、その内容は以下のようなものであった。
このフレーズは、そのチャンネルで時々起こる、アニメと無関係な技術オタク的会話のちぐはぐさを皮肉るために使われた。後にこれは流行して、ロシア語圏のチャットで大いに使われるようになった。
この現象は2006年に初めて社会的な注目を浴びた。プーチン大統領を囲む7月6日のオンライン・ミーティングを前にして、多くの人々がこの質問をプーチン宛に投稿したのである。お祭り運動の結果これは3番目に多く寄せられた質問となったが、司会がこの質問をプーチンに向けることは無かった。
2007年、カザフスタン大統領ヌルスルタン・ナザルバエフを囲む同様のミーティングで、これは最も多く寄せられた質問となった。
2007年12月、ウクライナ大統領ヴィクトル・ユシチェンコのインターネット・ミーティングでもこれは最も多い質問となった。ユシチェンコは質問に回答しつつ、大統領府のプログラマは他の OS 環境における KDE2 のパッチ適用についても助言できると述べた。そしてより新しいソフトウェア（当時ならば KDE3）へのアップグレードを勧めた。
2014年2月には、ベラルーシで開かれたLinux Vacation / Eastern Europeという会議で、OpenBSD portsの開発者らはKDE4のパッチをOpenBSDに当てる方法について概要を述べ、この長寿のインターネットミームに再び光を当てた。